# Ta-čching
Ta-čching (čínsky pchin-jinem Dàqìng, znaky 大庆) je městská prefektura v Čínské lidové republice. Leží na severovýchodě země v provincii Chej-lung-ťiang. Byla založena v roce 1959 pro pracovníky těžící a zpracovávající plyn a ropu z nedalekého ložiska. Město Ta-čching bylo vydáváno za příklad moderního průmyslového města co se týče péče o pracovníky, Mao Ce-tung jej prohlásil za příklad pro ostatní a o historii města byl začátkem sedmdesátých let natočen film.
V roce 2020 zde na ploše 21 tisíc kilometrů čtverečných žily dva a tři čtvrti milionu obyvatel.
V lednu 2011 byla uvedena do provozu jižní větev ropovodu Východní Sibiř – Tichý oceán, která vede ze Skovorodina, končí v Ta-čchingu a zásobuje Čínskou lidovou republiku ruskou ropou.

## Administrativní členění
Ta-čching je rozdělen na devět celků okresní úrovně, a sice pět městských obvodů, tři okresy a jeden autonomní okres.
| Sartu Lung-feng Žang-chu-lu Ta-tchung Chung-kang okres · Čao-čou okres · Čao-jüan okres · Lin-tien autonomní okres · Dorbod |                      |                       |                       |             |                                         |
| Název | Název                | Počet obyvatel (2010) | Počet obyvatel (2020) | Rozloha km² | Hustota zalidnění (obyv. na km²) (2020) |
| český přepis | znaky                | Počet obyvatel (2010) | Počet obyvatel (2020) | Rozloha km² | Hustota zalidnění (obyv. na km²) (2020) |
| Městské obvody |                      |                       |                       |             |                                         |
| Sartu | 萨尔图区             | 328 808               | 327 192               | 494         | 662                                     |
| Lung-feng | 龙凤区               | 352 404               | 524 606               | 396         | 1 324                                   |
| Žang-chu-lu | 让胡路区             | 564 534               | 592 603               | 1 191       | 498                                     |
| Ta-tchung | 大同区               | 234 557               | 180 266               | 2 337       | 77                                      |
| Chung-kang | 红岗区               | 169 522               | 129 988               | 637         | 204                                     |
| Okresy |                      |                       |                       |             |                                         |
| Čao-čou | 肇州县               | 387 463               | 306 036               | 2 445       | 125                                     |
| Čao-jüan | 肇源县               | 388 828               | 330 340               | 4 145       | 80                                      |
| Lin-tien | 林甸县               | 244 578               | 191 238               | 3 494       | 55                                      |
| Autonomní okres |                      |                       |                       |             |                                         |
| Dorbod (mongolský) | 杜尔伯特蒙古族自治县 | 233 838               | 199 293               | 6 045       | 33                                      |
| |                      |                       |                       |             |                                         |
| Celkem | Celkem               | 2 904 532             | 2 781 562             | 21 184      | 131                                     |

## Partnerská města
- Calgary, Kanada
- Čchungdžu, Jižní Korea
- East London, Jihoafrická republika
- Karamaj, Čína
- Tung-jing, Čína
- Ťumeň, Rusko